# Kreuzberg, Belo jezero
Kreuzberg je naselje v Občini Belo jezero v Okraju Špital ob Dravi  na Koroškem v Avstriji.